# Station Sopot Kamienny Potok
Station Sopot Kamienny Potok is een spoorwegstation in de Poolse plaats Sopot.